# العلاقات الإسواتينية القرغيزستانية
العلاقات الإسواتينية القيرغيزستانية هي العلاقات الثنائية التي تجمع بين إسواتيني وقيرغيزستان.

## مقارنة بين البلدين
هذه مقارنة عامة ومرجعية للدولتين:
| وجه المقارنة                                              | إسواتيني                                   | قيرغيزستان                      |
| --------------------------------------------------------- | ------------------------------------------ | ------------------------------- |
| المساحة (كم2)                                             | 17.36 ألف                                  | 199.95 ألف                      |
| عدد السكان (نسمة)                                         | 1.37 مليون                                 | 6.20 مليون                      |
| الكثافة السكانية (ن./كم²)                                 | 78.92                                      | 31.01                           |
| العاصمة                                                   | لوبامبا، مبابان                            | بيشكك                           |
| اللغة الرسمية                                             | لغة إنجليزية، لغة سوازي                    | اللغة الروسية، اللغة القيرغيزية |
| العملة                                                    | ليلانغيني سوازيلندي                        | سوم قيرغيزستاني                 |
| الناتج المحلي الإجمالي (بليون دولار)                      | 4.41 مليار                                 | 7.56 مليار                      |
| الناتج المحلي الإجمالي (تعادل القوة الشرائية) بليون دولار | 11.13 مليار                                | 20.45 مليار                     |
| الناتج المحلي الإجمالي الاسمي للفرد دولار أمريكي          | 3.20 ألف                                   | 1.10 ألف                        |
| الناتج المحلي الإجمالي للفرد دولار أمريكي                 | 8.29 ألف                                   |                                 |
| مؤشر التنمية البشرية                                      | 0.531                                      | 0.655                           |
| رمز المكالمات الدولي                                      | +268                                       | +996                            |
| رمز الإنترنت                                              | .sz                                        | .kg                             |
| المنطقة الزمنية                                           | التوقيت القياسي لجنوب أفريقيا، ت ع م+02:00 | ت ع م+06:00                     |

## منظمات دولية مشتركة
يشترك البلدان في عضوية مجموعة من المنظمات الدولية، منها:
| علم المنظمة | اسم المنظمة                        | تاريخ انضمام إسواتيني | تاريخ انضمام قيرغيزستان |
| ----------- | ---------------------------------- | --------------------- | ----------------------- |
|             | مؤسسة التنمية الدولية              | 22 سبتمبر 1969        | 24 سبتمبر 1992          |
|             | يونسكو                             | 25 يناير 1978         | 2 يونيو 1992            |
|             | وكالة ضمان الاستثمار متعدد الأطراف | 18 أبريل 1990         | 21 سبتمبر 1993          |
|             | الأمم المتحدة                      | 24 سبتمبر 1968        | 2 مارس 1992             |
|             | الاتحاد البريدي العالمي            | ?                     | ?                       |
|             | البنك الدولي للإنشاء والتعمير      | 22 سبتمبر 1969        | 18 سبتمبر 1992          |
|             | الاتحاد الدولي للاتصالات           | 11 نوفمبر 1970        | 20 يناير 1994           |
|             | منظمة حظر الأسلحة الكيميائية       | ?                     | ?                       |
|             | مؤسسة التمويل الدولية              | 22 سبتمبر 1969        | 11 فبراير 1993          |
|             | منظمة التجارة العالمية             | ?                     | ?                       |
|             | منظمة الشرطة الجنائية الدولية      | ?                     | ?                       |

## وصلات خارجية
- موقع وزارة الخارجية القيرغيزستانية